# Пчелинівка (Воронезька область)
Пчелинівка (рос. Пчелиновка) — село у Бобровському районі Воронезької області Російської Федерації.
Населення становить 634 особи (2010). Входить до складу муніципального утворення Пчелиновське сільське поселення.

## Історія
Населений пункт розташований у межах українського історико-культурного регіону Східної Слобожанщини. У 1918 році село було прикордонним пунктом української держави. Від 1928 року належить до Бобровського району, спочатку в складі Центрально-Чорноземної області, а від 1934 року — Воронезької області.
Згідно із законом від 15 жовтня 2004 року входить до складу муніципального утворення Пчелиновське сільське поселення.

## Населення
| 2005 | 2010 |
| ---- | ---- |
| 728  | ↘634 |